# Прибешти (Васлуј)
Прибешти (рум. Pribești) насеље је у Румунији у округу Васлуј у општини Кодаешти. Oпштина се налази на надморској висини од 154 m.

## Становништво
Према подацима из 2002. године у насељу је живело 1338 становника, од којих су сви румунске националности.